# وداعا إفريقيا
وداعا أفريقيا (بالإنجليزية: Bye Bye Africa)‏ فيلم تشادي للمخرج محمد الصالح هارون سنة 1999.
يُعتبر أول فيلم روائي طويل يتم تصويره في التشاد.

## القصة
مخرج سينمائي تشادي يعيش ويعمل في فرنسا (هارون) يعود إلى وطنه بعد وفاة والدته. يُصدم من تدهور حالة البلاد والسينما الوطنية. في مواجهة شكوك أفراد عائلته حول مسيرته التي اختارها، يحاول هارون الدفاع عن نفسه باقتباس من جان-لوك غودار: «السينما تخلق الذكريات». يقرر المخرج أن يصنع فيلمًا مخصصًا لوالدته بعنوان (Bye Bye Africa) ولكنه يواجه على الفور مشاكل كبيرة. تم إغلاق دور السينما وأصبح من المستحيل تأمين التمويل. يلتقي المخرج بصديقته القديمة (يلينا)، التي نبذها التشاديون الذين لم يتمكنوا من التمييز بين الفيلم والواقع بعد ظهوره في أحد أفلامها السابقة كضحية لفيروس العوز المناعي البشري. يتعرف هارون على تدمير السينما الأفريقية من المخرجين في البلدان المجاورة، لكنه يجد أيضًا عيسى سيرج كويلو يصور فيلمه الأول (دار السلام). سارت الأمور على نحو سيئ، واقتناعا منه بأنه من المستحيل صنع أفلام في أفريقيا، يغادر هارون تشاد في حالة من اليأس، تاركًا كاميرا الفيلم لصبي كان يساعده.

## جوائز
حاز الفيلم على الجوائز التالية: 
- مهرجان أميان السينمائي الدولي 1999: تنويه خاص في فئة أفضل فيلم روائي طويل
- مهرجان البندقية السينمائي 1999: جائزة (CinemAvvenire) عن فئة أفضل فيلم أول، جائزة (Luigi De Laurentiis) - تنويه خاص
- مهرجان كيرالا السينمائي الدولي 2000: جائزة (FIPRESCI) (تعادل مع فيلم (Deveeri) الذي أُنتج سنة 1999)

## روابط خارجية
- وداعا أفريقيا على موقع IMDb (الإنجليزية)
- وداعا أفريقيا على موقع روتن توميتوز (الإنجليزية)
- وداعا أفريقيا على موقع ألو سيني (الفرنسية)
- وداعا أفريقيا على موقع Turner Classic Movies (الإنجليزية)
- وداعا أفريقيا على موقع أول موفي (الإنجليزية)
- وداعا أفريقيا على موقع فيلمافينيتي (الإسبانية)
- وداعا أفريقيا على موقع قاعدة بيانات الفيلم (الإنجليزية)
- وداعا أفريقيا على موقع ليتربوكسد (الإنجليزية)
- وداعا أفريقيا على موقع كينوبويسك (الروسية)